# Anna Gavalda

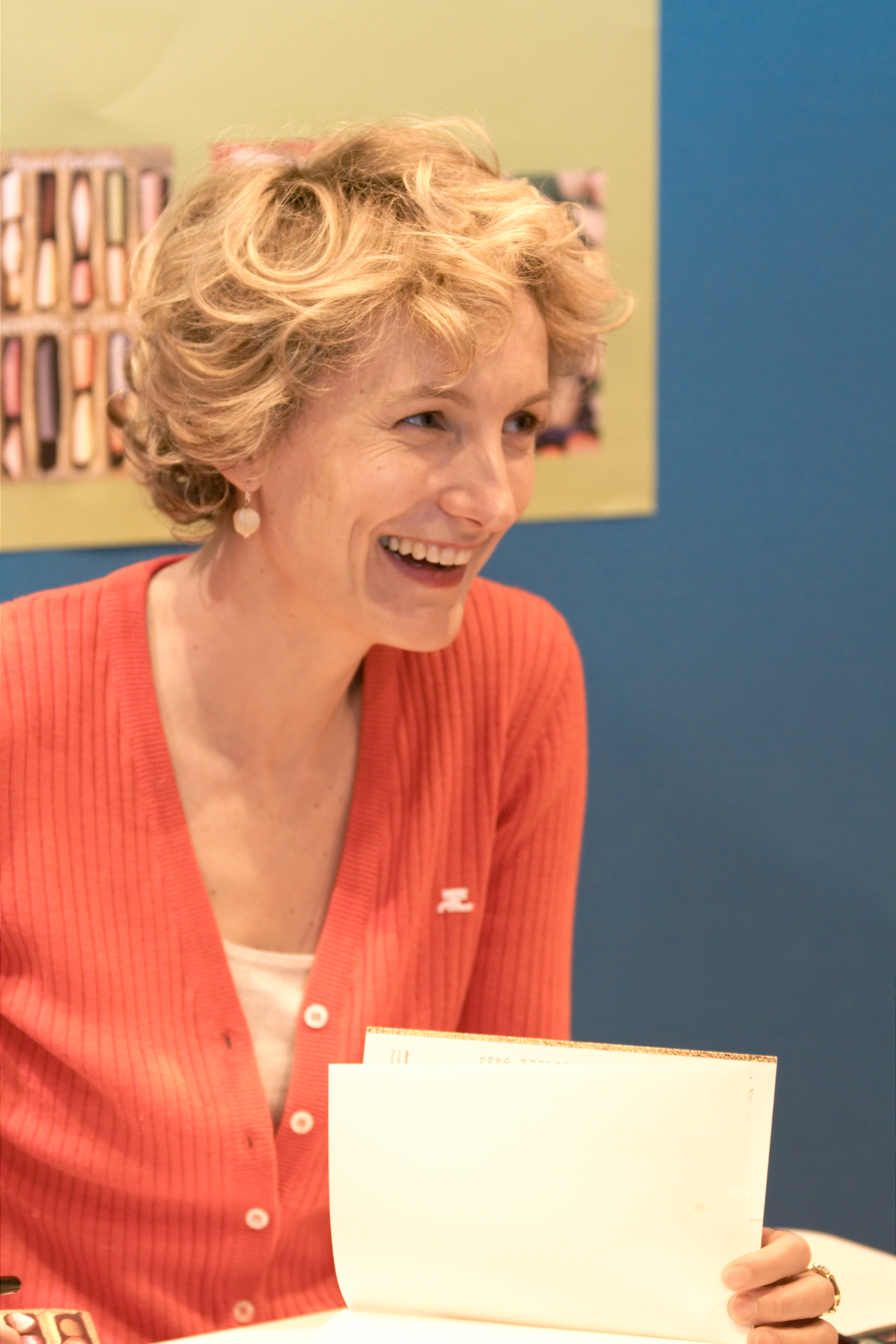
Anna Gavalda

Anna Gavalda (n. 9 decembrie 1970, Boulogne-Billancourt, Franța) este o romancieră franceză. Este profesoară de limba franceză la Colegiul Nazareth din satul Voisenon, Seine-et-Marne. 
În prezent, trăiește la sud-est de Paris, în orășelul Melun din Seine-et-Marne, mărturisește că își petrece în fiecare dimineață cîte trei ore scriind „pentru adulții care trebuie să fie treziți din somn“ și susține rubrica de cronică literară în ediția franceză a revistei Elle. 
În 1998, a cîștigat trei premii întii la trei mari concursuri de proză: Melun, Saint-Quentin și Issy-les-Moulineaux. Un an mai tîrziu, îi apare volumul de povestiri „Aș vrea să mă aștepte și pe mine cineva“, ajuns acum la a douăsprezecea ediție, vîndut în Franța în sute de mii de exemplare, tradus în treizeci și șase de limbi și distins cu Le Grand Prix RTL-Lire 2000. 
În februarie 2002 publică romanul „O iubeam“, uriaș succes de public (peste 250 000 de exemplare vîndute în primele opt luni de la apariție), iar în 2004, „Împreună“, intrat imediat pe listele de bestselleruri din toată Europa. A mai publicat o carte pentru adolescenți, „35 de kilograme de speranță“ (2002).

## Scrieri
- 1999: Aș vrea să mă aștepte și pe mine cineva, Le Dilettante
- 2002: O iubeam, (Je l'aimais), traducător: Constanța Ciocârlie, Editura Polirom, 2014, 180 pag. ISBN 978-973-46-4738-5;
- 2002: 35 de kilograme de speranță (35 kilos d'espoir), Bayard Jeunesse
- 2004: Împreună, Le Dilettante
- 2018: Armura străpunsă (Fendre l'armure), Editura Polirom, 2020, 256 pag. ISBN 978-973-46-8214-0;

## Premii
- Premiul France Inter pentru Cea mai frumoasă scrisoare de dragoste (1992).
- Grand Prix RTL-Lire pentru Aș vrea să mă aștepte și pe mine cineva (2000).

## Filmografie
- 2007: Împreună (Ensemble, c'est tout), regia Claude Berri cu Audrey Tautou, Guillaume Canet, Laurent Stocker
- 2009: O iubeam (Je l'aimais), regia Zabou Breitman, avec Daniel Auteuil et Marie-Josée Croze
- 2019: je voudrais que quelqu'un m'attende quelque part, regia Arnaud Viard